# 喉音
喉音是指主要发音部位在口腔后部附近的音。在一些人的定义中，喉音仅限于咽辅音，但在其他定义中，喉音也包括一些软腭音和小舌音。喉音是典型的辅音，但一些元音的发音也可能被认为是喉音。